# Blaze Bayley
Blaze Bayley (Birmingham, 1963. május 29. –) angol énekes, dalszerző, aki az Iron Maiden és a Wolfsbane nevű brit heavy metal együttesek frontembereként vált ismertté.

## Zenei pályafutása
Bayley 1984-ben alapító tagja volt a Tamworth-ben alakult Wolfsbane együttesnek. 1988-ban szerződtette le a zenekart Rick Rubin és lemezkiadója, a Def American. A Wolfsbane bemutatkozó albuma 1989-ben jelent meg Live Fast, Die Fast címmel. A következő évben Brendan O’Brien producerrel készítettek egy EP-t, majd előzenekarként játszottak az Iron Maiden No Prayer on the Road turnéjának brit állomásain. Az 1991-ben kiadott, szintén O’Briennel felvett második stúdióalbum (Down Fall the Good Guys) után sem indult be a Wolfsbane szekere, így a Def American megvált a zenekartól. 1993-ban rögzítettek egy koncertalbumot a Marquee klubban, majd elkészítették a zenekar nevét viselő harmadik Wolfsbane-stúdióalbumot is. Még az új Wolfsbane-nagylemez megjelenése előtt az Iron Maiden a távozó Bruce Dickinson helyére leigazolta Bayleyt. A Wolfsbane Bayley távozása után 1994-ben feloszlott.
Blaze Bayley 1994-től öt éven keresztül volt az Iron Maiden tagja, és két nagylemezt készített a brit heavy metal egyik legnagyobb együttesével. Az 1995-ös The X Factor és az 1998-as Virtual XI című albumok egy olyan időszakban jelentek meg, amikor a heavy metal népszerűsége világszerte visszaesett, illetve sok régi Iron Maiden rajongó sem tudta elfogadni a szerényebb hangi adottságokkal rendelkező Bayleyt énekesként Dickinson helyén. 1999-ben végül Bayley távozott az Iron Maidenből, és saját zenekart hozott össze Blaze néven.
Az első Blaze-album 2000 májusában jelent meg Silicon Messiah címmel a német SPV kiadónál. A stílus egy modernebb, súlyosabb heavy metal lett Andy Sneap producer irányítása mellett. A következő években további két stúdióalbumot és egy koncertlemezt adott ki az együttes. A 2004-es Blood & Belief album turnéjára teljesen lecserélődött Bayley körül a zenekar. Az újabb tagok is folyamatosan jöttek-mentek, végül 2007 elejére Bayley egyedül maradt. Úgy döntött szólóban folytatja pályafutását. Mindeközben egy családi tragédia is beárnyékolta az életét. 2007 februárjában vette feleségül régi barátnőjét, Debbie Hartlandot, aki egyben a menedzsere is volt. 2008 júliusában felesége agyvérzést kapott és egy időre kómába esett, két hónappal később a következő agyvérzés már a halálát okozta. Az első Blaze Bayley néven megjelent nagylemez a 2008-as The Man Who Would Not Die volt. 2010-ben érkezett a következő szólóalbum, majd ezzel egyidőben újjáalakul a Wolfsbane is. A Wolfsbane-nel egy EP-t, majd egy új stúdióalbumot is kiadott Bayley. 2012-ben ismét szólóalbummal jelentkezett, majd együtt koncertezett egy másik korábbi Iron Maiden énekessel, Paul Di’Anno-val, a Double Trouble Tour keretében. A következő években Bayley, folyamatosan változó kísérő-zenekarával az egész világon turnézott.
Hosszú szünet után 2016-ban jelent meg új Blaze Bayley album, az Infinite Entanglement, amely aztán egy sci-fi tematikájú trilógiává nőtte ki magát a történet 2017-ben és 2018-ban kiadott folytatásaival.

## Diszkográfia

### Wolfsbane
Stúdióalbumok
- Live Fast, Die Fast (1989)
- Down Fall the Good Guys (1991)
- Wolfsbane (1994)
- Wolfsbane Save the World (2012)

Egyéb kiadványok
- All Hell's Breaking Loose Down at Little Kathy Wilson's Place (EP, 1990)
- Massive Noise Injection (koncertalbum, 1993)
- Did It for the Money (EP, 2011)
- Rock! (EP, 2015)

### Iron Maiden
Stúdióalbumok
- The X Factor (1995)
- Virtual XI (1998)

### Blaze
Stúdióalbumok
- Silicon Messiah (2000)
- Tenth Dimension (2002)
- Blood & Belief (2004)

Egyéb kiadványok
- As Live as It Gets (koncertalbum, 2003)

### Blaze Bayley szóló
Stúdióalbumok
- The Man Who Would Not Die (2008)
- Promise and Terror (2010)
- The King of Metal (2012)
- Infinite Entanglement (2016)
- Endure and Survive – Infinite Entanglement Part II (2017)
- The Redemption of William Black – Infinite Entanglement Part III (2018)

Egyéb kiadványok
- Alive in Poland (DVD, 2007)
- The Night That Will Not Die (koncertalbum, 2009)
- Soundtracks of My Life (válogatás, 2013)